# Часовщик из Сен-Поля
«Часовщик из Сен-Поля» (фр. L’Horloger de Saint-Paul) — первый полнометражный фильм французского кинорежиссёра Бертрана Тавернье.
Премьера во Франции состоялась в январе 1974 года.

## Сюжет
Экранизация романа Жоржа Сименона. У благополучного часовщика из лионского квартала Сен-Поль, месье Декомба, беда. Мишель узнаёт от полиции, что его сын Бернар убил сына могущественного и влиятельного человека, а сам скрывается вместе со своей подружкой. Мишель пытается разобраться в мотивах преступления, но внезапно понимает, как мало он знает о собственном сыне.

## Интересные факты
- Действие романа Жоржа Сименона «Часовщик из Эвертона», по которому был снят фильм, происходит в США. Однако из-за скромного бюджета картину пришлось снимать в Лионе. Второй по величине город Франции, красивые уголки которого можно увидеть на экране, внёс существенный вклад в финансирование фильма.
- Первоначально в роли комиссара должен был сняться Франсуа Перье, однако он за две недели до начала съёмок расторг контракт. Обратились к Жану Рошфору, который охотно согласился. Так возник актёрский тандем Филипп Нуаре — Жан Рошфор.

## Награды
- 1973 — Приз Луи-Деллюк
- 1974 — Специальный Приз жюри МКФ в Западном Берлине